# 13 Andromedae
Désignations
13 Andromedae (en abrégé 13 And) est une étoile variable de couleur bleu-blanc de la constellation d'Andromède. Elle porte également la désignation d'étoile variable V388 Andromedae, 13 Andromedae étant sa désignation de Flamsteed. Avec une magnitude apparente 5,75, elle est faiblement visible à l'œil nu dans de bonnes conditions visuelles. La distance peut être directement estimée à partir de son décalage annuel de la parallaxe de 10,9 mas, ce qui donne une distance de ∼ 300 a.l. (∼ 92 pc). À cette distance, sa luminosité est diminuée par une extinction de magnitude 0,13 due à la poussière interstellaire. L'étoile se rapproche du Système solaire avec une vitesse radiale héliocentrique de −8 km/s.
13 Andromedae est une étoile chimiquement particulière à qui on a attribué des types spectraux B9 III ou B9 Mn. C'est une étoile variable de type α2 Canum Venaticorum, dont la magnitude apparente varie de 5,73 à 5,77 selon une période de 1,479 46 jour. L'étoile a un taux de rotation élevé, montrant une vitesse de rotation de 75 km/s. Elle a environ 345 millions d'années et brille avec 43 fois la luminosité du Soleil.